# Predgrad
Predgrad je naselje v občini Kočevje. Je največje naselje v Poljanski dolini. 
V naselju Predgrad je bila ustanovljena župnija že leta 1221. Najmogočnejša stavba v Poljanski dolini je bil stari Poljanski grad. Prvič omenjen je bil v letu 1325 kot vest Pöllan. Grad je bil v času turških vpadov pomembna obrambna postojanka. Za kaznovanje lažjih prekrškov so v začetku 16. stoletja postavili sramotilni steber. Leta 1805 je grajski birič na steber priklenil po krivem obsojeno 20 letno Marijo Majetič. Bila je obtožena kraje jagnjeta. Za kazen so ji okoli vratu obesili čreva zaklanega jagnjeta. Kovačič jo je obtožil, ker je odklonila njegovo snubitev. Kasneje se je zvedela resnica in se je iskazala njena nedolžnost. Za težje prekrške so bile postavljene vislice na steljniku pri Deskovi vasi. Tam je bil v 19.stol. obešen roparski vodja Roša. Leta 1809 so ga iz maščevanja požgali Francozi,ker so Poljanci napadli Napoleonove vojake, ko so pobirali davek. Grofi Auerspergi so iz razvalin zgradili gradič Poljane. Partizani so ga leta 1942 požgali. Leta 1945 so na tem mestu postavili Zadružni dom.

## Galerija
- Hiša Šterk
- Hiša Majerle
- Vojne žrtve